# Collyria
Collyria is een geslacht van vliesvleugeligen (Hymenoptera) uit de familie van de gewone sluipwespen (Ichneumonidae). De wetenschappelijke naam werd in 1839 gepubliceerd door de Deense entomoloog Georgius Schiodte. Collyria was een nomen novum voor Pachymerus, door Johann Ludwig Christian Gravenhorst gebruikt in 1829. Deze naam was echter reeds eerder gebruikt door Carl Peter Thunberg voor een geslacht van bladkevers.
Het is een relatief soortenarm geslacht met soorten uit het Palearctisch gebied. De sluipwespen leggen hun eitjes in de eitjes van halmwespen (Cephidae). De volwassen Collyria komen uit de cocon van hun gastheer.

## Soorten
- Collyria catoptron
- Collyria coxator
- Collyria distincta
- Collyria fuscipennis
- Collyria iberica
- Collyria isparta
- Collyria orientator
- Collyria sagitta
- Collyria trichophthalma